# Akialoa ellisiana
Akialoa ellisiana е изчезнал вид птица от семейство Чинкови (Fringillidae).

## Разпространение
Видът е бил ендемичен за остров Оаху на Хавайските острови.